# Fibrillation
Fibrillation bezeichnet spontane Zuckungen einzelner Muskelfasern der Skelettmuskulatur. Diese Zuckungen sind für das menschliche Auge nicht sichtbar.
Bei manchen Erkrankungen können unkontrollierte kleine Muskelfaserzuckungen als Symptom auftreten.
In der Kardiologie bezieht sich „Fibrillation“' auf rasche, ungleichmäßige und unsynchronisierte Muskelkontraktionen des Herzmuskels und ist dort ein medizinischer Fachausdruck aus der englischen Literatur, der im Deutschen weniger geläufig ist (atrial fibrillation – Vorhofflimmern, ventricular fibrillation – Kammerflimmern).

## Abgrenzung
- Faszikulation – kurze, unter der Haut sichtbare Muskelbündelzuckung[3] ohne Bewegungeffekt
- Myoklonie – Muskelzuckung mit oder ohne Bewegungseffekt
- Tremor – regelmäßige hin- und hergehende Bewegung (Zittern)
- Dystonie – längerdauernde Muskelverkrampfung
- Myokymie – oberflächliche, örtlich begrenzte wellenartige Muskelkontraktion

## Fasertechnik
Im Kontext von Chemiefasern bezeichnet Fibrillation die Abspaltung fadenförmiger Faseranteile weitgehend parallel zur Längsachse der Faser.